# Ectoplasma (parapsicología)

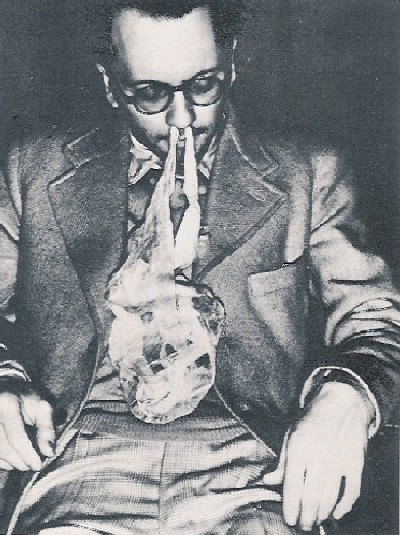
Supuesto ectoplasma saliendo de la nariz de un médium durante una sesión espiritista.

El ectoplasma (también llamado simplemente ecto) es una materia viva hipotética presente en el cuerpo físico de todo ser vivo, capaz de asumir estados líquidos o sólidos y sus propiedades. La denominación "ectoplasma" fue propuesta por Charles Richet. Es generalmente descrita por los médiums físicos. El ectoplasma fluiría en la oscuridad a través de los poros y los distintos orificios del cuerpo, teniendo normalmente un aspecto luminoso.[cita requerida] En general es un intento de respaldo científico a algunos conceptos metafísicos, en especial apariciones de fantasmas, espíritus y otros entes de estilo paranormales.
La palabra ectoplasma fue acuñada en 1894 por el investigador psíquico Charles Richet. Aunque el término está muy extendido en la cultura popular, no hay evidencia científica de que el ectoplasma exista y muchos supuestos ejemplos fueron expuestos como engaños fabricados con gasa , estopilla u otras sustancias naturales.

## Descripción

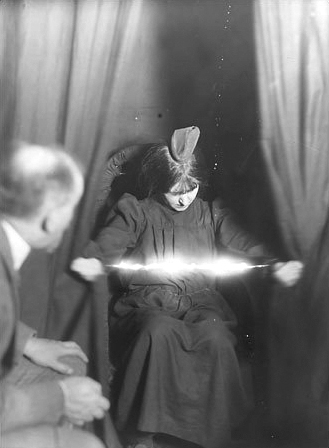
Un supuesto ectoplasma luminoso en manos de la médium Eva Carrière.

Sería un fluido etérico semimaterial que emana supuestamente de los médiums en el trance. Estos detallan que cuando el ectoplasma ocurre (en general) baja la temperatura del lugar. Tendría un olor característico y sería frío al tacto.
Los médiums afirman que en ocasiones podría llegar a conformar cuerpos enteros, y en estos casos se moverían con vida propia, hablando o caminando con una total independencia. Afirman que poseen funciones fisiológicas como pulso, tensión arterial, temperatura corporal, y respiran. Todo ello, mesurable y asimilable a los valores normales del ser humano.
El médium, en la supuesta producción, afirma que experimenta (o registra) una disminución de masa; la recupera una vez absorbido de nuevo el ectoplasma. De querer tomar una sustracción con fin de análisis científico infligiría al médium un supuesto "sufrimiento intolerable".

## Ejemplos

Falsos ectoplasmas producidos por médiums.
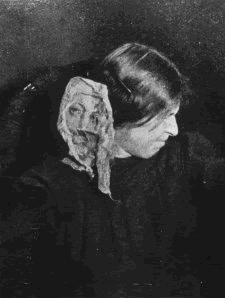
Eva Carrière
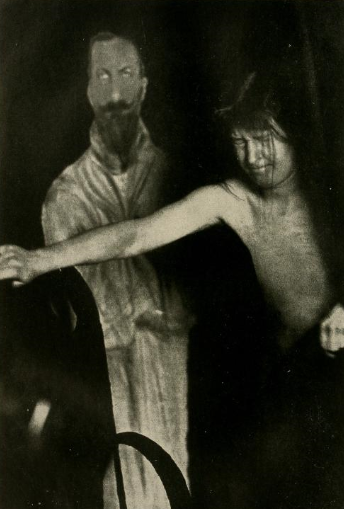
Eva Carrière
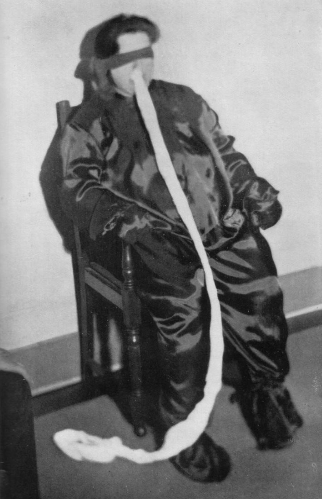
Helen Duncan
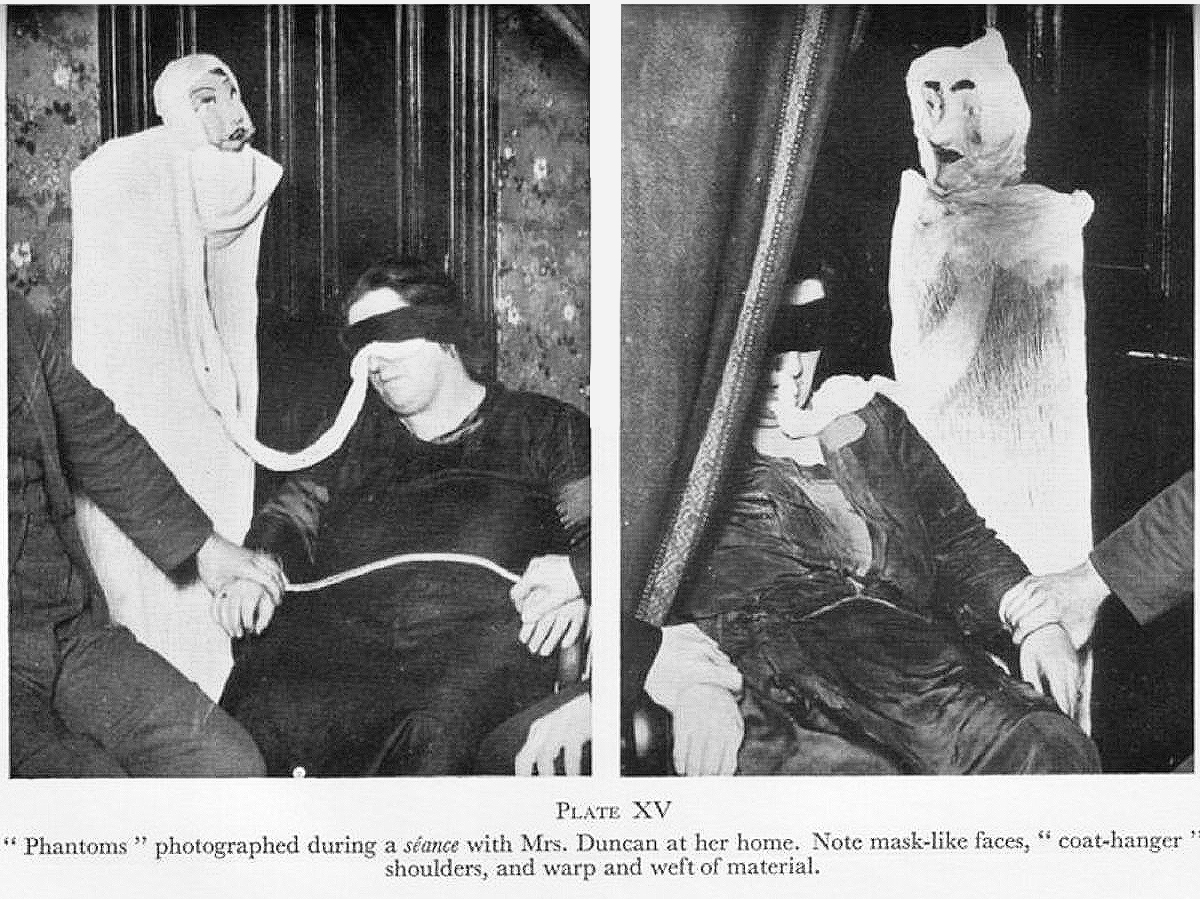
Helen Duncan
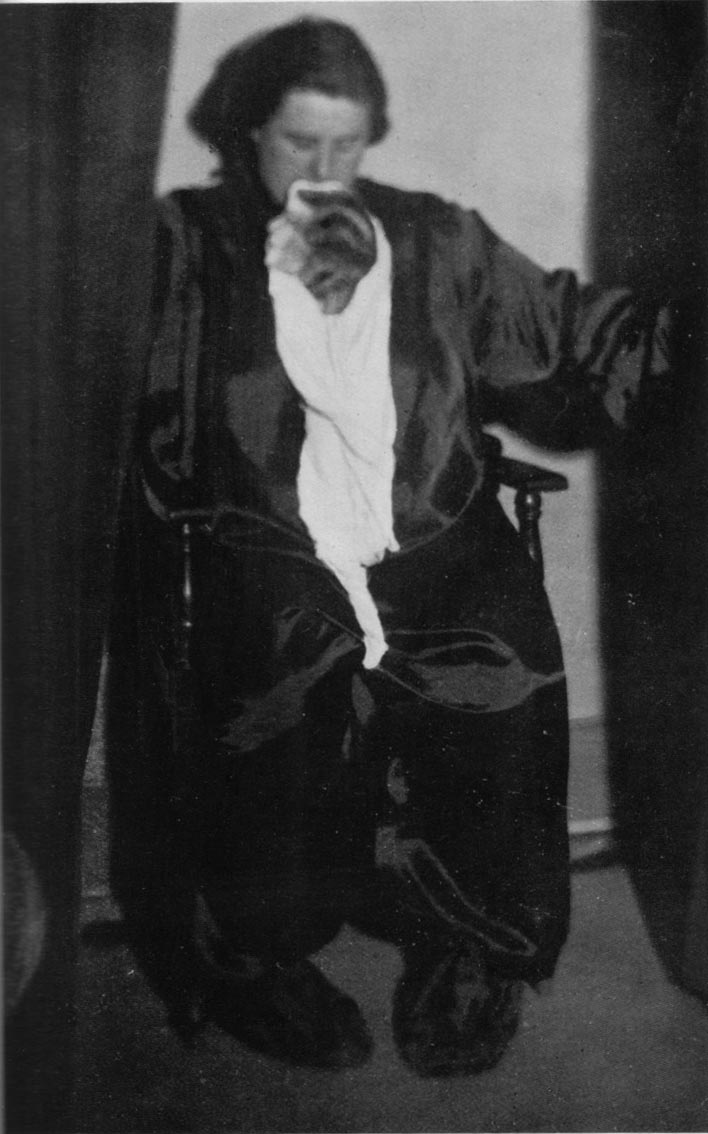
Helen Duncan
Linda Gazzera
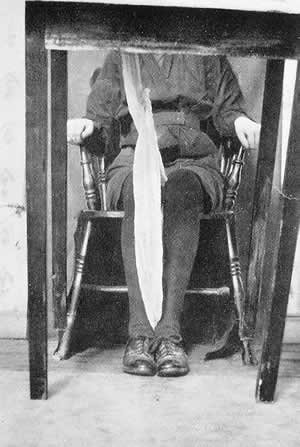
Kathleen Goligher
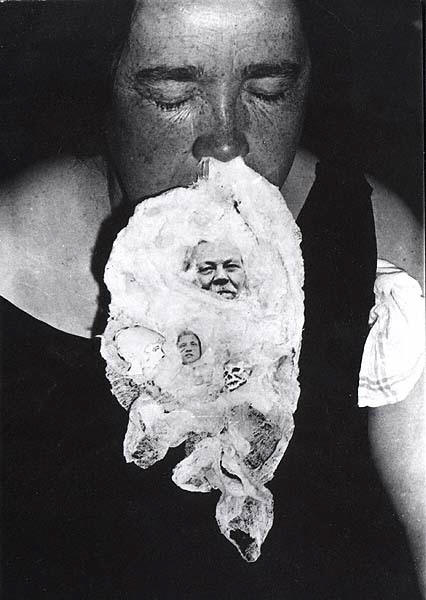
Mary Marshall